# Hortipes robertus
Hortipes robertus là một loài nhện trong họ Corinnidae.
Loài này thuộc chi Hortipes. Hortipes robertus được miêu tả năm 2000 bởi Bosselaers & Rudy Jocqué.